# L'Île-Saint-Denis
L'Île-Saint-Denis je francouzské město v severní části metropolitní oblasti Paříže v departementu Seine-Saint-Denis, region Île-de-France. Leží 10 kilometrů od centra Paříže.

## Geografie
Sousední obce: Épinay-sur-Seine, Saint-Denis, Saint-Ouen, Gennevilliers a Villeneuve-la-Garenne.

## Historie
Obec vznikla na konci 19. století spojením čtyř ostrovů: Saint-Denis, Châtelier, Vannes a Javeau.

## Vývoj počtu obyvatel
Počet obyvatel

## Slavní obyvatelé města
- Ravachol, anarchista
- Marcel Paul, politik

## Doprava
L'Île-Saint-Denis je dostupné linkou RER D a autobusy RATP číslo 137, 138, 166, 177, 178, 238, 261.